# مجموعة باجاج
مجموعة باجاج هي مجموعة هندية متعددة الجنسيات أسسها جمال البجاج في مومباي عام 1926. تضم المجموعة 40 شركة وتم تصنيف شركتها الرائدة باجاج اوتو في المرتبة الرابعة في العالم كأكبر شركة تصنيع ذات عجلتين وثلاث عجلات. تشمل شركات المجموعة البارزة الأخرى بجاج للعناية بالمستهلكين وباجاج للتمويل وباجاج لخدمات التمويل وباجاج للطاقة وباجاج للكهرباء ومشاريع باجاج وباجاج هندوستان وباجاج للرعاية الصحية وباجاج لصناعات الصلب المحدودة. وموكند وباجاج القابضة والاستثمار. تشارك المجموعة في العديد من الصناعات التي تشمل السيارات (2 و3 عجلات) والأجهزة المنزلية والإضاءة والحديد والصلب والتأمين والسفر والتمويل. استفاد باجاج بشكل كبير من ترخيص راج بسبب انتمائهم إلى السلالة الحاكمة.